# Aorounga

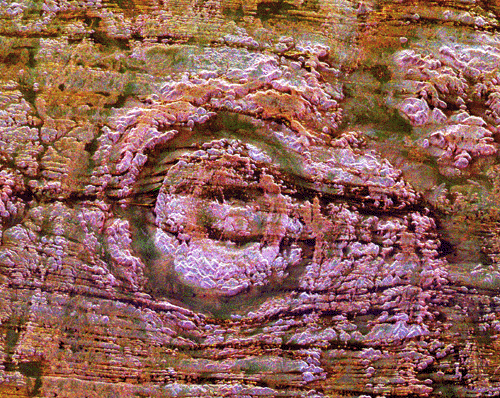
Synthetic-Aperture-Radar-Bild des Aorounga-Kraters

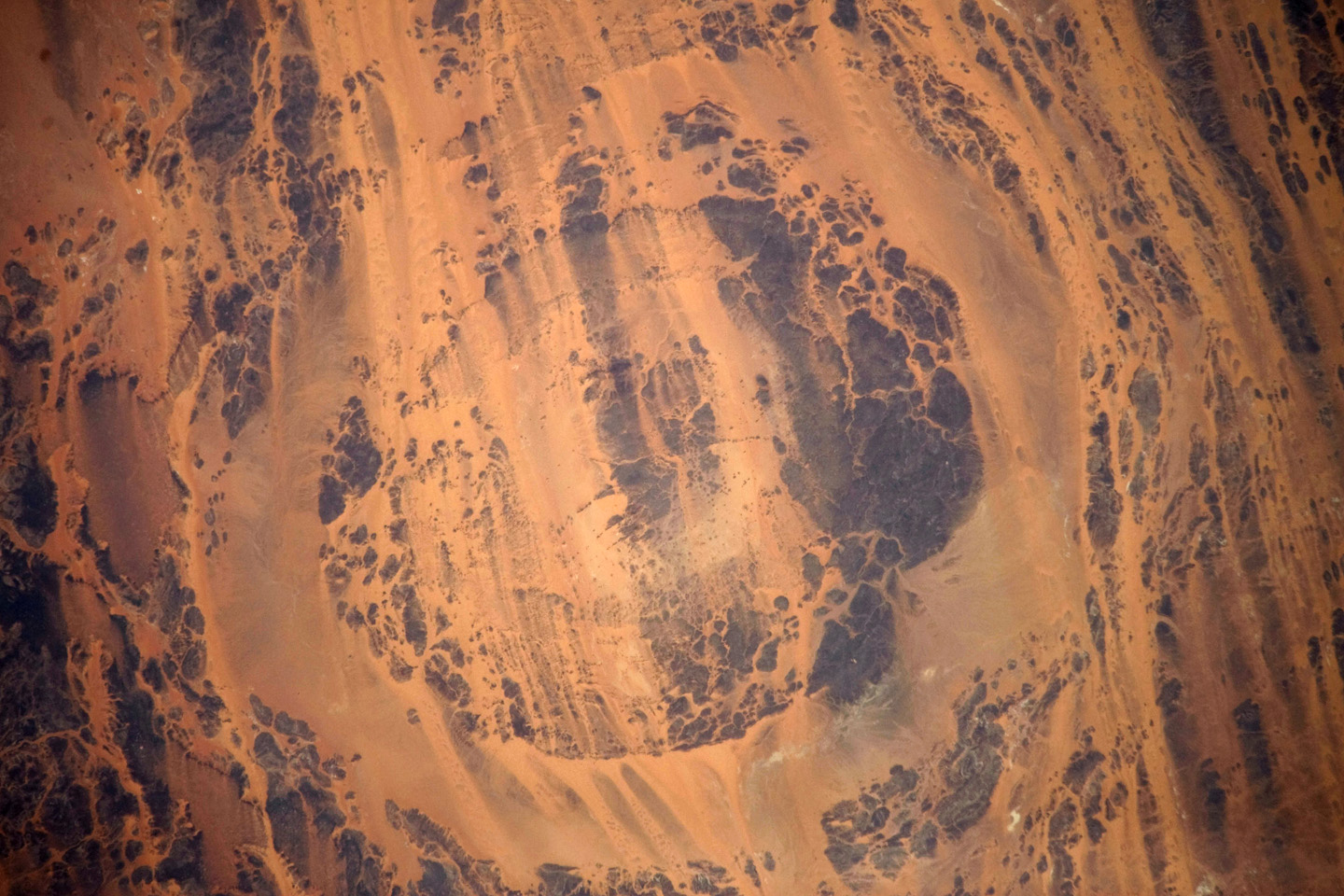
Der Krater im sichtbaren Spektrum, aufgenommen von Astronauten der ISS.

Der Aorounga ist ein erodierter Einschlagkrater im Tschad in Afrika.
Ein äußerer und ein innerer Ring (ø 11 bzw. 7 km) erheben sich etwa 100 m über das mittlere Niveau der umgebenden Ebene (siehe topographische Karte). Diese beiden Ringe sind durch eine relativ flache Senke von gleichmäßiger Breite getrennt. Ein möglicher zentraler Hügel, möglicherweise eine Hebungsstruktur, von ø 1,5 km liegt fast zentral in der Senke.
Das Alter des Kraters wird auf weniger als 345 Millionen Jahre geschätzt.
In der Umgebung des Aurounga-Kraters befinden sich zwei kreisförmige Strukturen, die mit Hilfe des SIR-C-Radars eines Space Shuttle erkannt wurden. Es ist möglich, dass es sich dabei ebenfalls um Reste von Einschlagkratern handelt. Sollte das bestätigt werden, könnte ihr Ursprung mit dem Aorounga-Einschlagereignis zusammenhängen und Aorounga Teil einer Kraterkette sein.

Topographische Karte des Aorounga-Kraters